# إدوارد بي كيمبل
إدوارد بي كيمبل (بالإنجليزية: Edward P. Kimball)‏ هو كاتب ترانيم أمريكي، ولد في 12 يونيو 1882 في مدينة سولت ليك في الولايات المتحدة، وتوفي في 15 مارس 1937.

## وصلات خارجية
- إدوارد بي كيمبل على موقع ميوزك برينز (الإنجليزية)